# Странные дни
«Странные дни» (англ. Strange Days) — американский научно-фантастический киберпанк фильм 1995 года, снятый режиссёром Кэтрин Бигелоу по сценарию Джеймса Кэмерона и Джея Кокса. Сценарий фильма была написан в 1993 году. В главных ролях снялись Рэйф Файнс, Анджела Бассетт, Джульетт Льюис и Том Сайзмор. Фильм назван в честь песни «Strange Days» из альбома Strange Days группы The Doors.
Картина, действие которой разворачивается в Лос-Анджелесе 30 и 31 декабря 1999 года, рассказывает историю нелегального торговца видеозаписями, позволяющими пользователю испытать воспоминания и физические ощущения их авторов, который пытается раскрыть правду, стоящую за убийством проститутки.
В «Странных днях», сочетающих научную фантастику с элементами «нуара», исследуются такие темы, как расизм, злоупотребление властью, изнасилование и вуайеризм. Изначально эта история была задумана Кэмероном ещё в 1986 году, однако источником вдохновения для Бигелоу послужили такие события, как суд над Лореной Боббитт и беспорядки в Лос-Анджелесе в 1992 году, последовавшие за вынесением вердикта Родни Кингу. Фильм был полностью снят в районе Большого Лос-Анджелеса в течение 77 ночей. Для сцен фильма, снятых от первого лица, потребовалось использование многофункциональных камер и значительная техническая подготовка.
«Странные дни» стали коммерческим провалом и почти похоронили карьеру Бигелоу: сборы составили чуть меньше 8 млн долларов при бюджете фильма в 42 млн долларов. Релиз фильм разделили кинокритиков на два лагеря; некоторые рецензенты высоко оценили мрачную атмосферу и актёрскую игру Файнса и Бассетт, в то время как другие критиковали его за неспособность прокомментировать насилие. Тем не менее с годами репутация фильма улучшилась, и многие фанаты считают, что фильм был напрасно упущен из виду широкой аудиторией. На «22-й церемонии вручения премий Сатурн» Бассетт выиграла в номинации «Лучшая актриса», а Бигелоу стала первой женщиной, получившей эту награду за лучшую режиссуру.

## Сюжет
Предновогодние дни уходящего 1999 года. Лос-Анджелес представляет собой опасную зону военных действий. Группа преступников грабит китайский ресторан. Данное событие записывается грабителем, носящим СКВИД — незаконное электронное устройство, которое фиксирует воспоминания и физические ощущения непосредственно из коры головного мозга владельца и передаёт на записывающее устройство с MiniDisc. Ленни Неро, бывший офицер полиции Лос-Анджелеса, ставший нелегальным торговцем дисками СКВИД, покупает запись ограбления у своего основного поставщика, Тика. Тем временем офицеры полиции Бёртон Стеклер и Дуэйн Энгелман преследуют проститутку по имени Айрис, подругу бывшей девушки Ленни Фейт Джастин. Айрис в последний момент запрыгивает в вагон метро, но Энглман срывает с неё парик и обнаруживает гарнитуру СКВИД.
Ленни тоскует по Фейт и ищет эмоциональную поддержку у двух своих лучших друзей: телохранителя и водителя лимузина Лорнетт  Мейсон (Мейс) и частного детектива Макса Пельтье. Мейс испытывает безответные чувства к Ленни с тех пор, когда он еще был полицейским и стал свидетелем ареста её бойфренда по обвинению в употреблению наркотиков, однако она не одобряет его бизнес, связанный с торговлей клипами. Пока Ленни и Макс вместе выпивают в баре, Айрис проталкивает СКВИД-диск в люк машины Ленни, которую затем увозят на эвакуаторе. Мейс забирает Ленни и отвозит его в ночной клуб, где будет петь Фейт. Там Ленни получает диск СКВИД от своего контакта Текса и безуспешно пытается уговорить Фейт уйти от её нового парня Файло Гэнта. Гэнт является магнатом музыкальной индустрии и был менеджером недавно убитого рэпера Джерико Уан.
Находясь в машине с Мейсом, Ленни проигрывает диск, который дал ему Текс, и становится свидетелем изнасилования и убийства Айрис в отеле Sunset Regent, которое совершает некто в маске. Когда они приезжают к отелю, труп Айрис вывозят на каталке. На следующий день они отдают диск Тику, который не может определить автора записи, но вспоминает, что Айрис искала Ленни. Мейс приходит к выводу, что Айрис, возможно, что-то оставила в машине Ленни. Они отправляются на штрафную стоянку и находят диск Айрис. Появляются Стеклер и Энглман, которые требуют диск под прицелом пистолетов, но Ленни и Мейс сбегают на лимузине. В ходе погони полицейские блокируют машину на причале в порту. Стеклер обливает автомобиль бензином и поджигает его, но Мейс загоняет лимузин в воду, тем самым потушив пламя. Когда они выбираются на поверхность, полицейские уже ушли.
Мейс приводит Ленни в дом её брата, и они смотрят диск Айрис. На записи видно, что Айрис была с Джерико Уан, когда Стеклер и Энглман остановили их джип и застрелили рэпера, потому что его песни и социальная активность приводили к массовым протестам против полиции Лос-Анджелеса. Мейс, Ленни и Макс приходят к Тику, который находится в коме из-за воздействия усиленных СКВИД-сигналов. Ленни опасается, что маньяк, напавший на Айрис, «убил» и Тика, чтобы замести следы, а также придет за Фейт.
Вернувшись в ночной клуб, Ленни и Мейс находят Фейт, которая рассказывает: Файло боится того, что диск Айрис покажет, что он следил за Джерико. Макс предлагает отдать диск с записью Файло в обмен на свободу Фейт. Приближается полночь; Ленни и Мейс пробираются в отель Westin Bonaventure, где Файло устраивает на частную вечеринку для городской элиты. В последний момент Ленни передумывает и просит Мейс отдать диск заместителю комиссара полиции Палмеру Стрикленду.
В пентхаусе Файло Ленни находит на полу Файло в коме и ещё один диск, демонстрирующий, что Макс и Фейт — любовники, и что Макс «поджарил» мозг Файло с усиленной записью их секса. Фейт объясняет Ленни, что Файло нанял Макса, чтобы убить Айрис, но когда Файло захотел, чтобы Фейт также умерла, Макс решил подставить Ленни, чтобы в убийствах обвинили его. Ленни и Макс начинают драку, которая заканчивается тем, что Ленни выбрасывает Макса с балкона небоскрёба, и тот разбивается насмерть. Тем временем на переполненной людьми площади Мейс скручивает Стеклера и Энгелмана, но другие офицеры берут Мейс под арест. Прибывает Стрикленд, которой приказывает освободить Мейс и арестовать Стеклера и Энгелмана за убийство. Энгелман совершает самоубийство; Стеклер пытается угрожать Мейс, но офицеры расстреливают его. Ленни находит Мейс, и они целуются, а толпа празднует наступление нового тысячелетия.

## В ролях
- Рэйф Файнс — Ленни Неро
- Анджела Бассетт — Лорнетт Мейсон (Мейс)
- Джульетт Льюис — Фейт Джастин
- Том Сайзмор — Макс Пельтье
- Майкл Уинкотт — Файло Гэнт
- Винсент Д’Онофрио — Бёртон Стеклер
- Гленн Пламмер — Джерико Уан
- Бриджитт Бако — Айрис
- Ричард Эдсон — Тик
- Уильям Фихтнер — Дуэйн Энгелман
- Майкл Джейс — Уэйд Бимер
- Луиза Лекавалье — Синди Мин (Вита)
- Кайли Айрлэнд — девушка в эротическом клипе
- Дрю Берримор  — девушка в эротическом клипе
- Келли Ху — телеведущая

## Награды и номинации

### Награды
- 1996 — Премия «Сатурн»
  - Лучшая актриса — Анджела Бассетт
  - Лучший режиссёр — Кэтрин Бигелоу

### Номинации
- 1996 — Премия «Сатурн»
  - Лучший актер — Рэйф Файнс
  - Лучший научно-фантастический фильм
  - Лучший сценарий — Джеймс Кэмерон, Джей Кокс

## Саундтрек
Участвуя по сюжету в рок-группе, Джульетт Льюис поёт композиции PJ Harvey «Rid of Me» из альбома Rid of me (1993) и «Hardly Wait» из альбома 4-Track Demos.
| №                   | Название                      | Автор(ы)                                         | Исполнитель                   | Длительность |
| ------------------- | ----------------------------- | ------------------------------------------------ | ----------------------------- | ------------ |
| 1.                  | «Selling Jesus»               | Skin, Len Arran                                  | Skunk Anansie                 | 3:43         |
| 2.                  | «The Real Thing»              | Praga Khan, Jade 4 U, Oliver Adams               | Lords of Acid                 | 3:33         |
| 3.                  | «Overcome»                    | Tricky, Skip Fahey, Marcella Detroit             | Tricky                        | 4:31         |
| 4.                  | «Coral Lounge»                | Eric Mouquet, Michel Sanchez                     | Deep Forest                   | 3:28         |
| 5.                  | «No White Clouds»             | Morrylien Jenkins, Ngozi L. Inyama, Tara Thierry | Strange Fruit                 | 6:02         |
| 6.                  | «Hardly Wait»                 | PJ Harvey                                        | Juliette Lewis                | 3:13         |
| 7.                  | «HereWEcome»                  | Chris Cuben-Tatum, ME PHI ME                     | Me Phi Me/Jeriko One          | 4:56         |
| 8.                  | «Feed»                        | Skin, Richard "Cass" Lewis, Martin "Ace" Kent    | Skunk Anansie                 | 2:43         |
| 9.                  | «Strange Days»                | The Doors                                        | Prong feat. Ray Manzarek      | 4:22         |
| 10.                 | «Walk in Freedom»             | The Satchel Partnership                          | Satchel                       | 3:32         |
| 11.                 | «Dance Me to the End of Love» | Leonard Cohen                                    | Kate Gibson                   | 4:27         |
| 12.                 | «Fall In The Light»           | Graeme Revell, Lori Carson                       | Lori Carson & Graeme Revell   | 4:22         |
| 13.                 | «While the Earth Sleeps»      | Mouquet, Sanchez, Peter Gabriel                  | Peter Gabriel and Deep Forest | 3:52         |
| Общая длительность: | Общая длительность:           | Общая длительность:                              | Общая длительность:           | 52:50        |